# Кось
Кось — река в России, протекает по Ростовскому району Ярославской области. Устье реки находится в 27 км от устья по левому берегу реки Сара. Длина реки составляет 25 км, площадь водосборного бассейна — 119 км².
В верхнем течении пересыхает. Крупнейшие притоки: Ширинга и Иринка (обе справа).
Сельские населённые пункты около реки: Ломы, Жоглово, Алевайцыно, Новоселка, Алешково, Чурилово, Турово, Дмитриановское, Селище, Соколово, Молоди, Кураково, Никольское, Матвеевское, Левина Гора, Няньково, Голешево, Маргасово, Заперенье, Деревни. Напротив устья — железная дорога Москва — Ярославль и автомагистраль М8 Москва — Холмогоры.

## Данные водного реестра
По данным государственного водного реестра России относится к Верхневолжскому бассейновому округу, водохозяйственный участок реки — Волга от Рыбинского гидроузла до города Кострома, без реки Кострома от истока до водомерного поста у деревни Исады, речной подбассейн реки — Волга ниже Рыбинского водохранилища до впадения Оки. Речной бассейн реки — (Верхняя) Волга до Куйбышевского водохранилища (без бассейна Оки).
Код объекта в государственном водном реестре — 08010300212110000011191.